# Amata subdivisa
Amata subdivisa là một loài bướm đêm thuộc phân họ Arctiinae, họ Erebidae.